# Sendemast Winnyzja

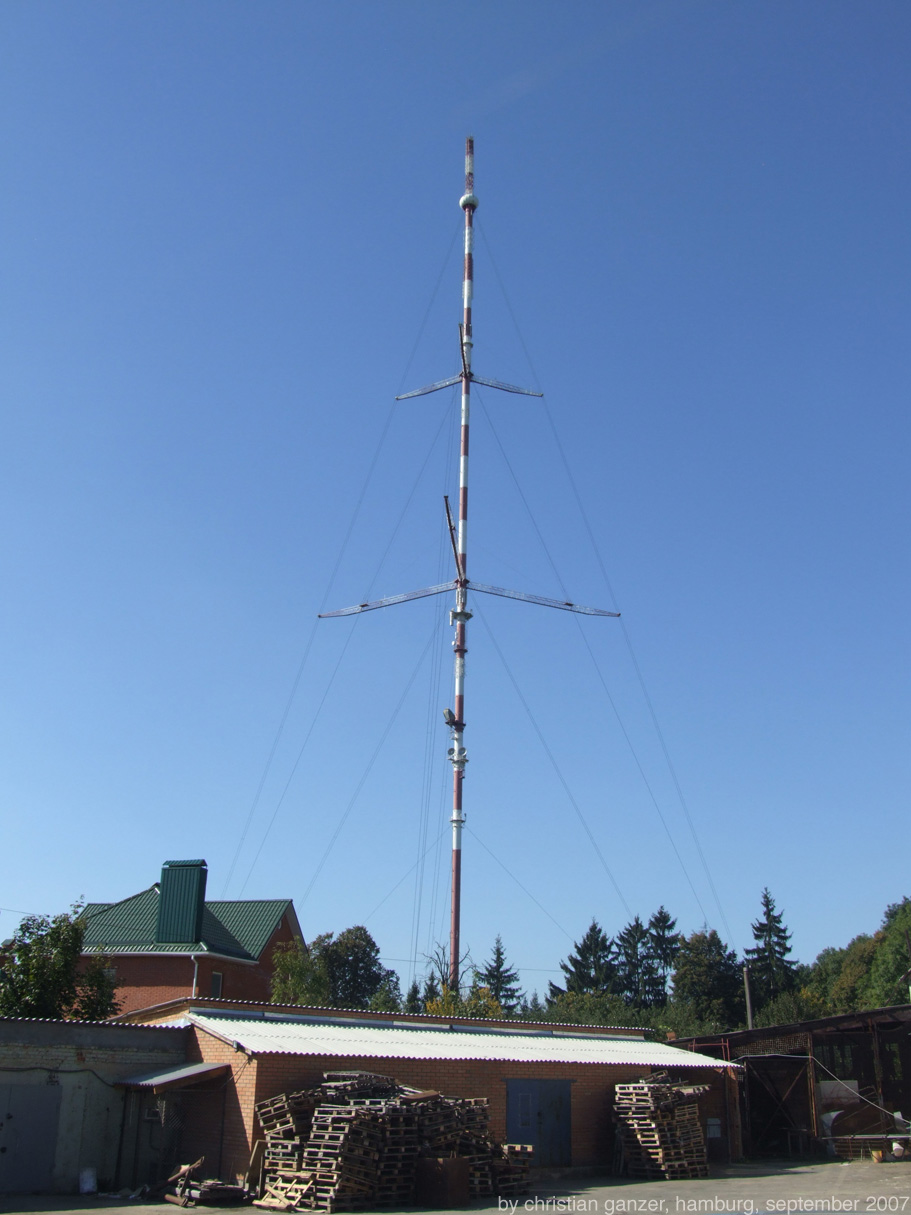
Fernsehturm in Winnyzja

Der Sendemast Winnyzja ist ein 354 Meter hoher abgespannter Stahlrohrmast in Winnyzja, Ukraine zur Verbreitung von UKW- und Fernsehprogrammen. Er ist eines der höchsten Bauwerke der Ukraine. Eine Besonderheit gegenüber anderen Sendemasten dieser Größe sind die drei um 120 Grad versetzten Querträger in zwei Ebenen.
Niedrigere Sendemasten ähnlicher Bauart mit der Bezeichnung 30107 KM wurden an zahlreichen Standorten in der Sowjetunion errichtet.
Koordinaten: 49° 14′ 38,9″ N, 28° 25′ 42,9″ O